# Vlaamse Meesters op hun plek

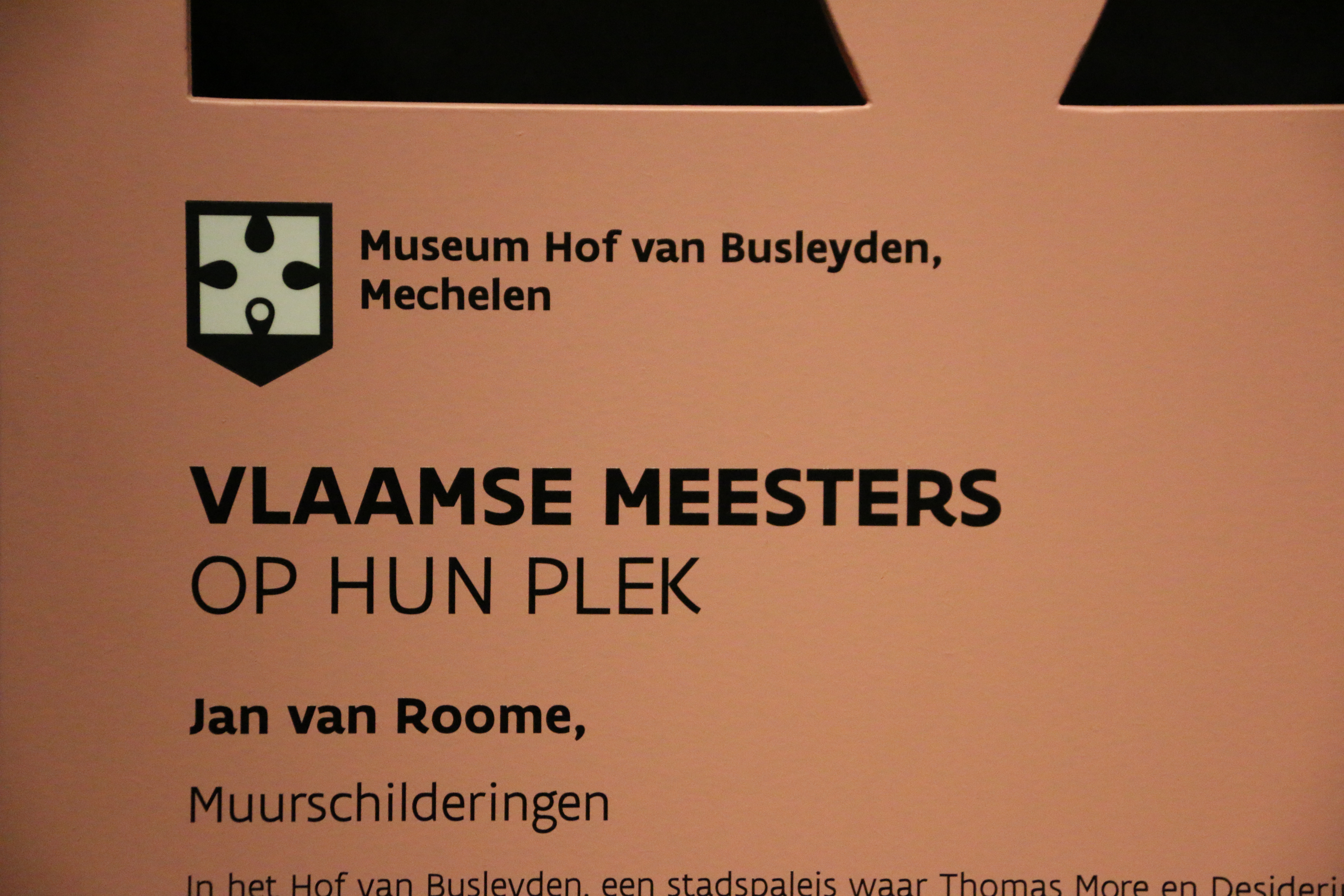
Vlaamse Meesters op hun plek in Museum Hof van Busleyden

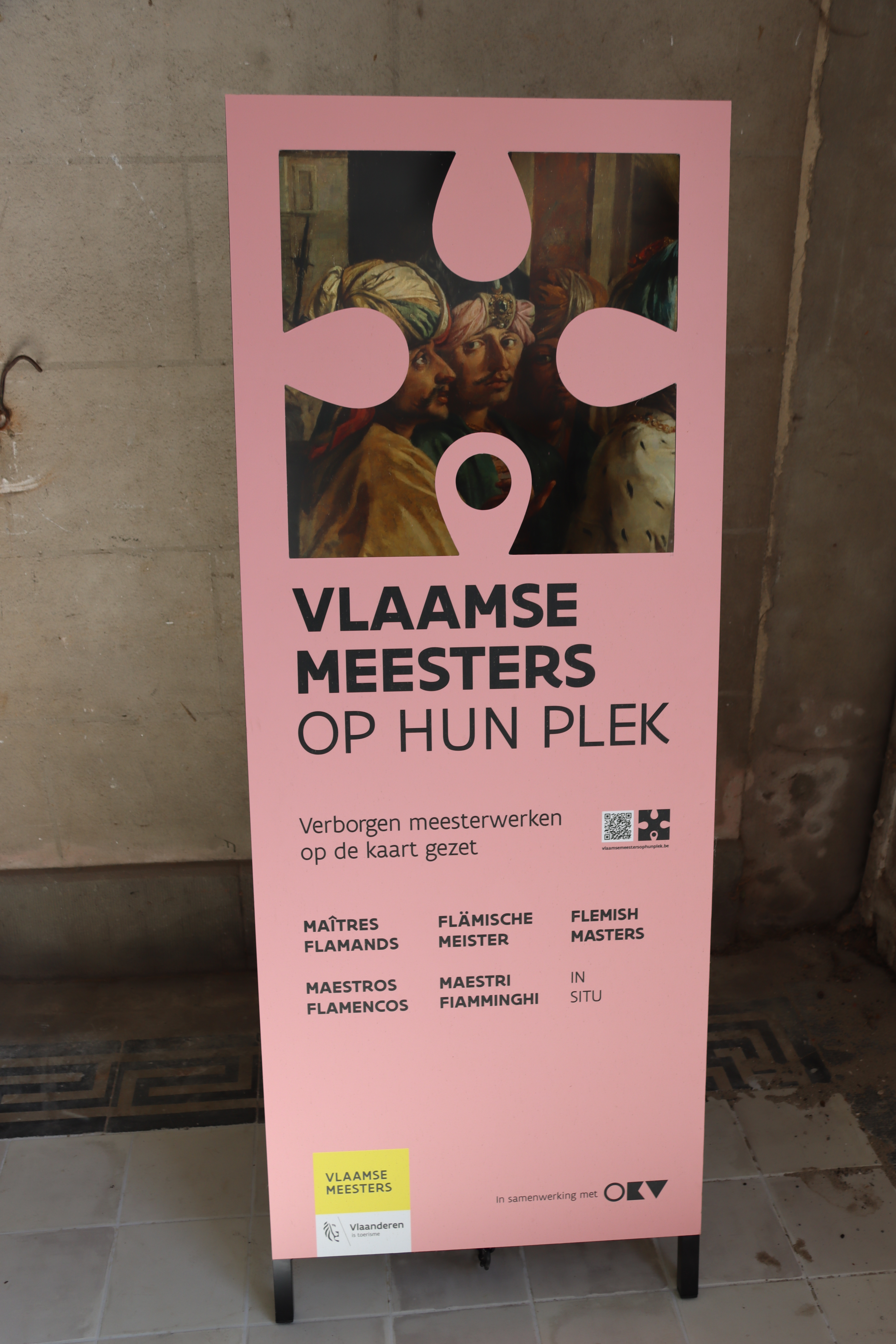
Vlaamse Meesters op hun plek in Huis Beaucarne

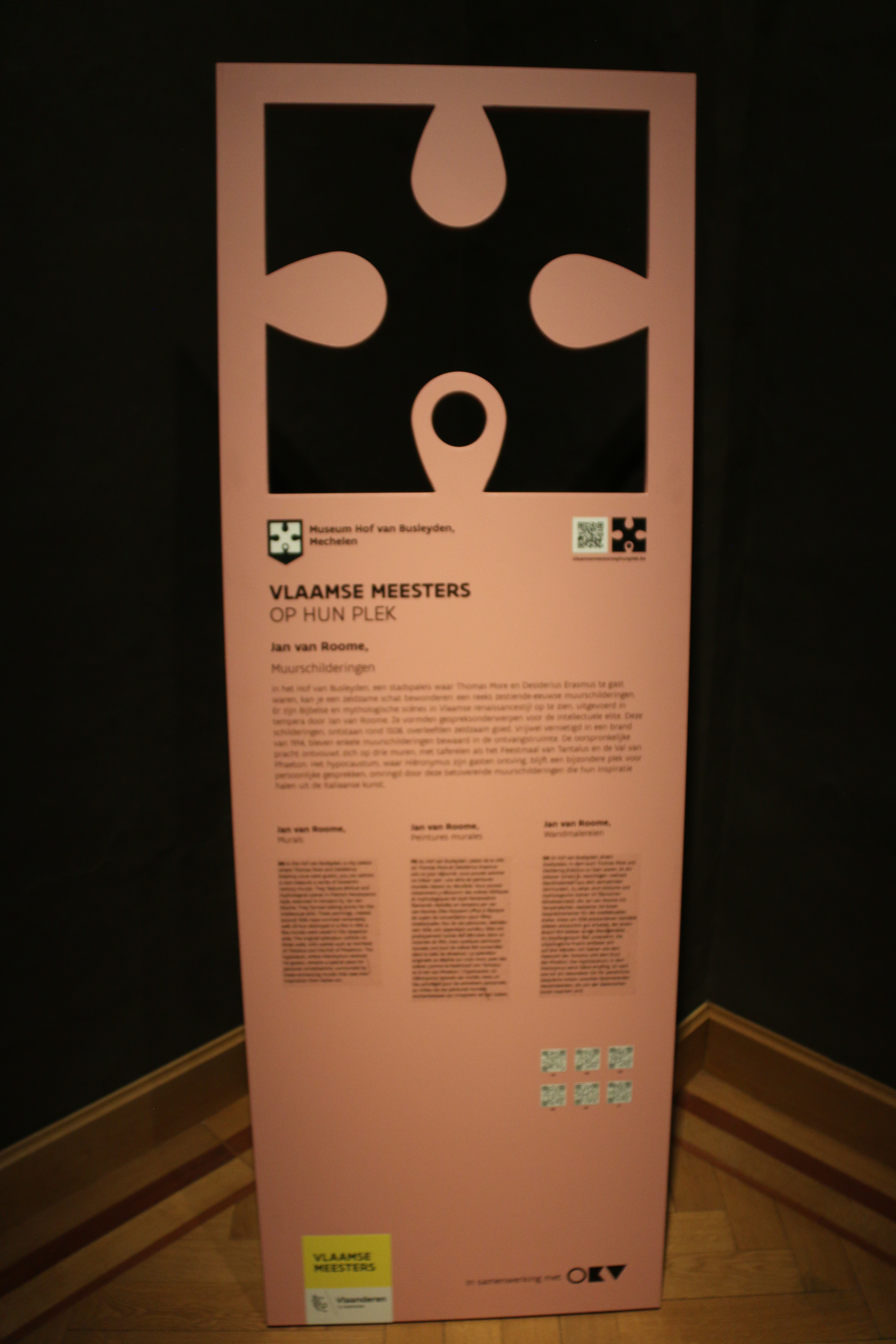
Vlaamse Meesters op hun plek in Museum Hof van Busleyden

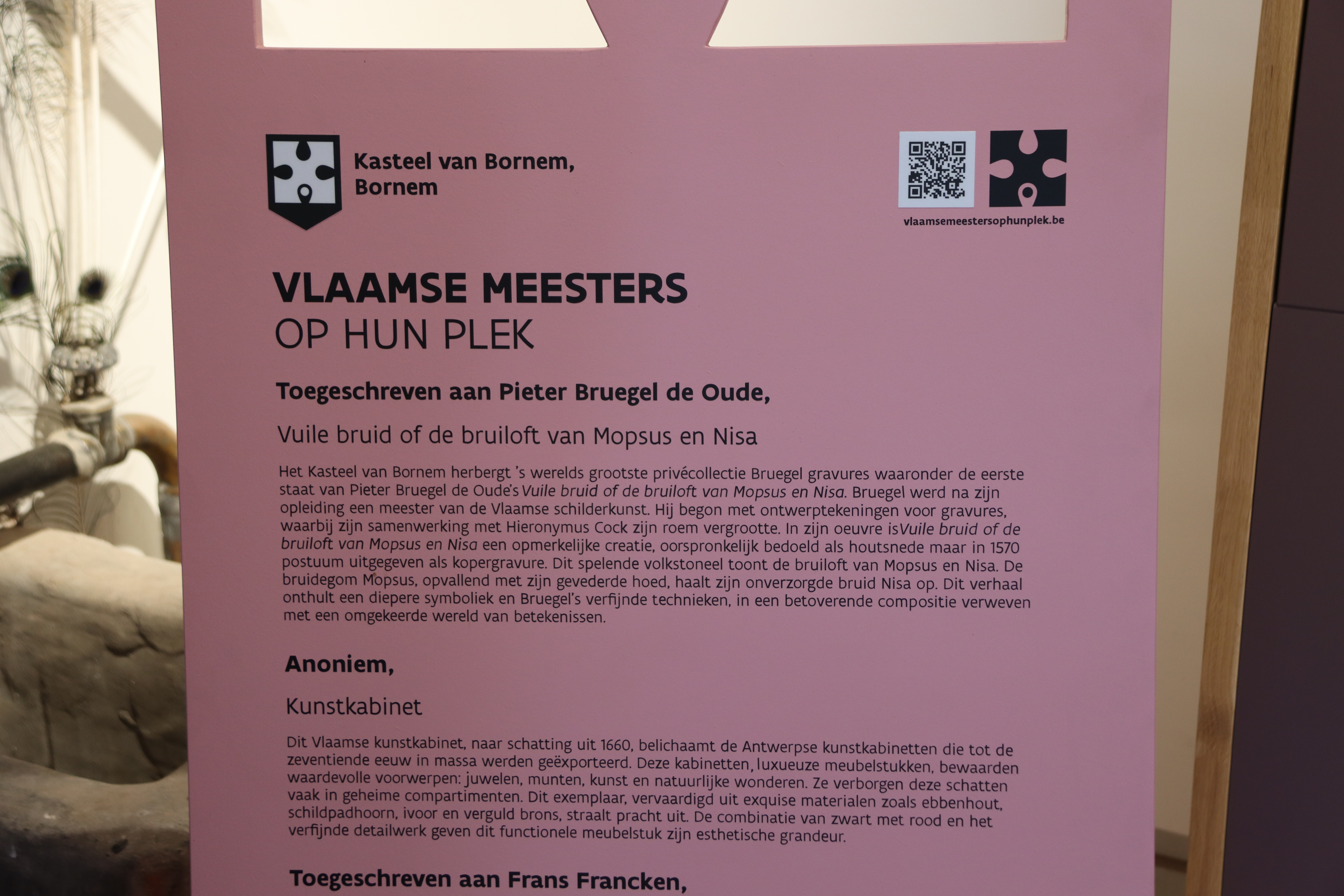
Vlaamse Meesters op hun plek in Kasteel Marnix de Sainte-Aldegonde

Vlaamse meesters op hun plek is een kunstproject van Toerisme Vlaanderen en Openbaar Kunstbezit Vlaanderen waarmee op 75 locaties in Vlaanderen kunstwerken van Vlaamse Meesters in de kijker worden gezet op de plek waarvoor ze werden gemaakt. Het is de opvolger van de campagne Vlaamse Meesters in Situ uit 2019-2020. 
Het programma werd gelanceerd in 2023 en zet  kunstwerken op volgende sites in de kijker:
- De heilige Ursula gekroond door het kind Jezus, Theodoor van Loon, Sint-Jan Baptist ten Begijnhofkerk, Brussel
- Christus aan het kruis, Antoon van Dyck, Sint-Romboutskathedraal, Mechelen
- Naakt, Constant Permeke, Villa Ter Ide-Atelier Martin Wallaert, Zulte
- reliekschrijn, Sint-Stefanuskerk, 's Herenelderen
- sacramentshuis, Cornelis II Floris, Sint-Leonarduskerk, Zoutleeuw
- La gare forestière, Paul Delvaux, Paul Delvaux Museum, Koksijde
- De wonderbare visvangst, Peter Paul Rubens, Onze-Lieve-Vrouw-over-de-Dijlekerk, Mechelen
- barokke architectuur, Pieter Huyssens, Jacques Franckaert en Lucas Faydherbe, Begijnhofkerk,  Mechelen
- preekstoel, Pieter Valck, Sint-Katelijnekerk, Mechelen
- Madonna omringd door heiligen, Peter Paul Rubens, Sint-Jacobskerk, Antwerpen
- De marteling van Sint-Andreas, Theo van Veen, Sint-Andrieskerk, Antwerpen
- preekstoel, Frans Verbruggen, Sint-Pieter-en-Pauluskerk, Mechelen
- Lam Gods, gebroeders van Eyck, Sint-Baafskathedraal, Gent
- retabel Sint-Anna ten Drieën, Sint-Antoius-Abtkerk, Oud-Turnhout
- Environnement I, Luc Peire, Atlier Luc Peire, Knokke
- architectuur van Lucas Faydherbe, Onze-Lieve-Vrouw van Leliëndaalkerk, Mechelen
- beeldhouwwerk van Lucas Faydherbe, Onze-Lieve-Vrouw van Hanswijkbasiliek, Mechelen
- De aanbidding der wijzen, Peter Paul Rubens, Sint-Janskerk, Mechelen
- muurschilderingen, Jan Van Roome, Museum Hof van Busleyden
- Heilige Agnes, meester van de Eyckiaanse vrouwenfiguren, Sint-Jacobusgasthuiskapel, Tongeren
- Zicht op de Molenvijver, Joseph Coosemans, Emile Van Dorenmuseum, Genk
- Abstract, Felix De Boeck, FeliXart Museum, Drogenbos
- Sint-Catharinaschrijn, Begijnhofmuseum Beghina, Tongeren
- mozaïekvloer, Kasteel van Heers
- De terugkeer van de Heilige Familie, Peter Paul Rubens, Sint-Carolus Borromeuskerk, Antwerpen
- glasraam Piëta, Kasteel van Loppem
- Christus wast met zijn bloed de zielen uit het Vagevuur vrij, Vigor Boucquet, Sint-Walburgakerk, Veurne
- Sint-Columbaretabel, anoniem, Sint-Columbakerk, Deerlijk
- Het Laatste Oordeel, Adriaan Moreels, Pieter Van Boven, Stadhuis van Geraardsbergen, Geraardsbergen
- De marteldood van de heilige Bartholomeus, anoniem, Sint-Bartholomeuskerk, Geraardsbergen
- Christus overhandigt de sleutels aan de heilige Petrus, kopie naar Peter Paul Rubens, Onze-Lieve-Vrouw-ter-Kapellekerk, Brussel
- De Fontein des Levens, Lucas II Horenbout, Onze-Lieve-Vrouw Presentatiekerk, Gent
- Jezus te gast bij Simon de farizeeër, De bruiloft te Kana, Jan Erasmus Quellinus, Abdijkerk van de abdij van Tongerlo
- Triptiek van de Heilige Geest, Bernard de Rijckere, Sint-Maartenskerk, Kortrijk
- Muurschilderingen, Théodore-Joseph Canneel, Sint-Salvatorkerk, Gent
- Christus aan het Kruis, Antoon van Dyck, Sint-Michielskerk, Gent
- Triptiek van Christus aan het kruis, Michiel Coxcie, Sint-Jacobskerk, Gent
- reliekbeelden, Teseum, Tongeren
- Onze-Lieve-Vrouwebeeld, Onze-Lieve-Vrouwebasiliek, Tongeren
- Retabel van de heilige Crispinus en de heilige Crispinianus, Passchier Borreman, Sint-Waldetrudiskerk, Herentals
- Mariacyclus, Theodoor van Loon, Basiliek van Onze-Lieve-Vrouw, Scherpenheuvel
- Kruisafneming, Pieter Thys, Sint-Nicolaaskerk, Sint-Niklaas
- Maria met kind, Abraham Janssens, Onze-Lieve-Vrouw-ter-Zavelkerk, Brussel
- Kruisiging, Michiel Coxcie, Kathedraal van Sint-Michiel en Sint-Goedele, Brussel
- Hoofdaltaar, Jan Pieter van Baurscheidt de Oudere, Onze-Lieve-Vrouw van Goede Bijstandkerk, Brussel
- Taferelen uit het leven van de Heilige Bruno, Elisabeth Seldron, Sint-Martinuskerk, Lierde
- Het oordeel van Cambyses, Vigor Boucquet, Onze-Lieve-Vrouwekerk, Nieuwpoort
- Preekstoel met De Roeping van Petrus en Andreas, Hendrik Peeters-Divoort, Sint-Pieterskerk, Turnhout
- Zilverwerk, Frederik Malders, Sint-Catharinakerk, Maaseik
- Heilige Christophorus, Meester van Elsloo, Sint-Lambertuskerk, Neeroeteren
- Laatste avondmaal, Jan Erasmus Quellinus, Sint-Bavokerk, Oud-Turnhout
- Goden op de Olympusberg, anoniem, in de Hofkamer van Den Wolsack, Antwerpen
- Mariaretabel, anoniem, Sint-Laurentiuskerk, Bocholt
- Kopie naar Bladelintriptiek, Jan Ricx, Sint-Petrus-en-Pauluskerk, Middelburg
- De vier evangelisten, Theodoor van Loon, Sint-Catharinakerk, Begijnhof van Diest
- De aanbidding der herders, Antoon van Dyck, Onze-Lieve-Vrouwekerk, Dendermonde
- Het visioen van de heilige Gertrudis, Gerard Seghers, Sint-Gertrudiskapel, kasteel van Gaasbeek, Lennik
- Retabel van Sint-Dimpna, anoniem, Sint-Dimpnakerk, Geel
- De heilige Rochus door Christus aangesteld tot patroon van de pestlijders, Peter Paul Rubens, Sint-Martinuskerk, Aalst
- De Nood Gods, Meester van Frankfurt in de Onze-Lieve-Vrouw-Hemelvaartkerk, Watervliet
- De liefdadigheid van Sint-Martinus, Antoon van Dyck, Sint-Martinuskerk, Zaventem
- Hollands Salon, Paleis op de Meir, Antwerpen
- Kruisoprichting, Antoon Van Dyck, Onze-Lieve-Vrouwekerk, Kortrijk